# Microthripa
Microthripa is een geslacht van vlinders van de familie visstaartjes (Nolidae), uit de onderfamilie Chloephorinae.

## Soorten
- M. baeota Turner, 1902
- M. buxtoni Tams, 1935